# Weinberg (Ansbach)
Weinberg ([ˈvaɪ̯nˌbɛʁk] , fränkisch: Wai-bärch) ist ein Gemeindeteil der kreisfreien Stadt Ansbach (Mittelfranken, Bayern). Weinberg liegt in der Gemarkung Hennenbach.

## Geografie
Die ehemalige Einöde Weinberg bildet mit Ansbach eine geschlossene Siedlung. Nördlich des Orts liegt die Flur Weiherranken und das Waldgebiet Tiergarten.

## Geschichte
Der Ort wurde 1732 in den Oberamtsbeschreibungen des Johann Georg Vetter als „Weinberg“ erstmals schriftlich erwähnt. Die geschichtlichen Wurzeln reichen jedoch bis ins frühe 16. Jahrhundert zurück, als ein Weinberg angelegt wurde, um eine Alternative zu den Main- und Tauberweinen zu haben, die bis dahin kostspielig nach Ansbach verfrachtet werden mussten. Wegen Ungenießbarkeit des Weines wurde der Weinberg jedoch bald wieder aufgegeben. Im Jahre 1524 ging der Weingarten samt Einöde in Privatbesitz über.
Gegen Ende des 18. Jahrhunderts gehörte Weinberg zur Realgemeinde Hennenbach. In Weinberg gab es zwei Anwesen (ein Haus, eine Wirtschaft). Das Hochgericht übte das brandenburg-ansbachische Hofkastenamt Ansbach aus. Beide Anwesen hatten das Hofkastenamt Ansbach als Grundherrn. Es gab zu dieser Zeit eine Untertansfamilie. Von 1797 bis 1808 unterstand der Ort dem Justiz- und Kammeramt Ansbach.
Im Rahmen des Gemeindeedikts wurde Weinberg dem 1808 gebildeten Steuerdistrikt Hennenbach und der 1811 gegründeten Ruralgemeinde Hennenbach zugeordnet.
Ab 1853 wurde das kleine Landgut Weinberg für die Jugendpflege als „Rettungsanstalt“ genutzt. Diese ging zwar wenige Jahre später wieder ein, hatte aber wegen der guten Bewirtschaftung reiche Erträge gebracht, so dass mit den Erlösen wenige Jahre später in der Humboldtstraße in Ansbach ein neues Erziehungsheim gebaut werden konnte.
In der Nachkriegszeit wurde bei Weinberg eine Siedlung angelegt, die bereits 1963 nach Ansbach eingemeindet wurde. Am 1. Juli 1972 wurde dann auch die Einöde im Zuge der Gebietsreform in Bayern in die Stadt Ansbach eingegliedert. Die bis dahin fast einen Kilometer vom Stadtrand entfernte Einöde ist nach reger Neubautätigkeit bis in die Achtzigerjahre ins zusammenhängende Stadtgebiet integriert. 

### Baudenkmäler
- zweigeschossiges Gasthaus des 18. Jahrhunderts, zum Teil Fachwerk, mit Walmdach[14]
- Zehntscheune des 18. Jahrhunderts, Fachwerk mit Krüppelwalm[14]

### Einwohnerentwicklung
| Jahr      | 001818 | 001840 | 001861 | 001871 | 001885 | 001900 | 001925 | 001950 | 001961 | 001970 | 001987 |
| Einwohner | 4      | 10     | *      | 3      | 20     | 8      | 5      | 26     | 6      | 6      | 5      |
| Häuser    | 2      | 2      |        |        | 2      | 2      | 1      | 3      | 1      |        | 2      |
| Quelle    | [ 16 ] | [ 17 ] | [ 18 ] | [ 19 ] | [ 20 ] | [ 21 ] | [ 22 ] | [ 23 ] | [ 24 ] | [ 25 ] | [ 1 ]  |

## Religion
Der Ort ist evangelisch-lutherisch geprägt und nach St. Johannis (Ansbach) gepfarrt. Die Einwohner römisch-katholischer Konfession waren zunächst nach St. Ludwig (Ansbach) gepfarrt, seit 1970 ist die Pfarrei Christ König (Ansbach) zuständig.